# 夏英
夏英（1445年—？），字育才，江西九江府德化縣人，民籍，明朝政治人物。

## 生平
成化十年（1474年）甲午科江西鄉試第三十名舉人。成化十七年（1481年）中式辛丑科會試第二百九十二名，二甲第六十八名進士。弘治年间(1488～1505年)接替苏章任延平府知府一职，弘治年间由孙衍接任。

## 家族
曾祖夏勝彬；祖父夏益彰；父夏孟德，母王氏；繼母陳氏。慈侍下。弟華、萱。